# Енисейск-15
Енисейск-15 (узел ОС-3) — советский военный объект, отдельный радиотехнический узел системы раннего предупреждения о ракетном нападении (ОРТУ СПРН). Располагался в Красноярском крае, примерно в 200 км к северу от Красноярска, в 84 км к юго-востоку от Енисейска. Был спроектирован и развёрнут в конце 1970-х — начале 1980-х годов для строительства и эксплуатации надгоризонтной радиолокационной станции дальнего обнаружения МБР. В 1987 году, согласно договору о взаимном разоружении с США, работы остановились, в 1990-х годах практически полностью построенная РЛС была демонтирована.

## Характеристики
Объект состоял из собственно РЛС, комплекса вспомогательного оборудования, военного городка для обслуживающего персонала (войсковая часть № 11030), а также коммуникаций и подъездных автодорог.
РЛС типа 90Н6 «Дарьял-У» была спроектирована в виде двух разнесённых на 850 м позиций — передающей и приёмной. Передатчик и приёмник имели активные фазированные антенные решётки размером 30×40 и 80×80 м соответственно. Диапазон волн — метровый (150—200 МГц). Заявленная дальность действия — 6000 км. Станция предназначалась для закрытия бреши в радиолокационном поле СПРН на северо-восточном и восточном ракетоопасном направлении (в частности, со стороны Охотского моря).

## История
По воспоминаниям Л. И. Горшкова, решение о строительстве РЛС вблизи Енисейска было принято в начале 1980 года вопреки возражениям специалистов о «нелегальном» статусе такой станции — она располагалась примерно в 800 километрах от сухопутной границы СССР и 3000 километрах от морской, но по Договору об ограничении систем противоракетной обороны 1972 года подобные станции могли размещаться только по периметру национальной территории. Варианты «легального» размещения на вечной мерзлоте (в районе Норильска или Якутска) были как минимум в три раза дороже и не вписывались в бюджет государства.
Американские разведслужбы обнаружили строительство «крупной РЛС» под Красноярском в июле — августе 1983 года, но только в 1987 году правительство США официально заявило о нарушении Советским Союзом 6-й статьи Договора по ПРО. По состоянию на 1 января 1987 года технологические помещения РЛС были готовы, начались монтажно-наладочные работы; затраты на строительство составили 203,6 млн рублей, на закупки технологического оборудования — 131,3 млн рублей.
В ответ на американские претензии Советский Союз заявил, что объект предназначается для наблюдения за космическим пространством, а не для раннего предупреждения о ракетном нападении, и, следовательно, совместим с Договором по ПРО. По словам генералов Ненашева и Вотинцева, это была легенда, придуманная в Генштабе и рассчитанная на то, что американцы не смогут понять истинное предназначение радиолокатора.
В то же время МИД СССР заявил о действительно серьёзном нарушении Договора со стороны США, разместивших свои РЛС в Гренландии (Туле) и Великобритании (Файлингдейлс).
4 сентября 1987 года станция была проинспектирована группой американских специалистов. Им показали весь объект, ответили на все вопросы и даже разрешили сделать фотоснимки на двух этажах передающего центра, где не было технологической аппаратуры. По итогам инспекции они доложили спикеру Палаты представителей Конгресса США, что «вероятность использования Красноярской станции в качестве РЛС ПРО крайне низка». Глава группы инспекторов, член Палаты представителей Томас Дауни, отметил:

Если бы члены Конгресса посетили такой объект в США, то руководившего строительством генерала отдали бы под трибунал. Если ничего не знать о нём заранее, то нельзя понять — строят его или разрушают.
Допуск на станцию американцы расценили как «беспрецедентный» случай, а их доклад существенно облегчил положение советских дипломатов на всех переговорах, касающихся этой темы.
Однако на встрече министра иностранных дел СССР Эдуарда Шеварднадзе с госсекретарём США Джеймсом Бейкером в Вайоминге 22—23 сентября 1989 года было объявлено о согласии советского руководства ликвидировать Красноярскую РЛС без предварительных условий. 23 октября того же года на выступлении в ООН Шеварднадзе признал, что Красноярская РЛС нарушает Договор по ПРО. По его словам, руководство СССР не сразу узнало о нарушении, и теперь «предстоит разобраться с теми, кто принял решение о строительстве не в том месте». Предложение Михаила Горбачёва превратить станцию в международный объект для космических исследований не получило одобрения, и 28 марта 1990 года было принято постановление Совета Министров СССР о её ликвидации.
Затраты на демонтаж оценивались в сумму свыше 50 млн рублей. Только для вывоза аппаратуры потребовалось 1600 вагонов, выполнено несколько тысяч машинорейсов до железнодорожной станции погрузки Абалаково. По состоянию на май 1991 года было демонтировано около 12 процентов сооружения, вывезены все внутренние электронные компоненты и некоторые внешние части. Местные бизнесмены пытались устроить здесь мебельную фабрику и совместное с китайцами производство одежды, но из этого ничего не вышло. К началу 1993 года 19-этажное здание приёмника сократилось до 5-ти этажей, ещё меньше оставалось от строения передатчика; около 300 сотрудников ещё жили в военном городке.
В 2001 году США объявили о выходе из договора, согласно установленному порядку — предупредив об этом Россию за 6 месяцев до расторжения. В 2002 году договор по ПРО официально прекратил работу.